# Iunie 1982
Acest articol este generat integral pe baza informațiilor din articolul 1982 și este actualizat periodic de un robot.
 Editările făcute în articol vor fi șterse la următoarea actualizare! Dacă doriți să faceți modificări, editați articolul-sursă.

ianuarie -
februarie -
martie -
aprilie -
mai -
iunie -
iulie -
august -
septembrie -
octombrie -
noiembrie -
decembrie
Iunie 1982 a fost a șasea lună a anului și a început într-o zi de marți.

## Evenimente
- 6 iunie: A început al șaselea, și ultimul, dintr-o serie de șase războaie arabo-israeliene. Forțele israeliene invadează sudul Libanului în operațiunea „Pace pentru Galileea” și a expulzat gherilele palestiniene ce-și aveau baze aici. Trupele israeliene s-au retras din teritoriul libanez în 1985, însă au păstrat acolo o zonă de securitate până în anul 2000.
- 13 iunie: Fahd devine rege al Arabiei Saudite după moartea fratelui său, Khalid.
- 28 iunie: Vizita în România a fostului președinte american Richard Nixon.

## Nașteri
- 1 iunie: Justine Henin, jucătoare belgiană de tenis
- 4 iunie: Maria Olaru, sportivă română (gimnastică artistică)
- 5 iunie: Valentina Neli Ardean Elisei, fotbalistă română
- 5 iunie: Zvjezdan Misimović, fotbalist bosniac
- 6 iunie: Marian Oprea, atlet român
- 8 iunie: Karel Kratochvíl, fotbalist ceh
- 9 iunie: Yoshito Ōkubo, fotbalist japonez (atacant)
- 9 iunie: Connect-R (n. Ștefan Relu Mihalache), cântăreț de muzică hip-hop, dance, pop și actor român de etnie romă
- 9 iunie: Mamuka Bakhtadze, politician georgian
- 10 iunie: Prințesa Madeleine a Suediei
- 12 iunie: Phai Phongsathon, actor thailandez
- 13 iunie: Kenenisa Bekele, atlet etiopian
- 14 iunie: Lang Lang, pianist chinez
- 14 iunie: Mbemba Sylla, fotbalist guineean
- 14 iunie: Mihaela Tivadar, handbalistă română
- 17 iunie: Alex Rodrigo Dias da Costa, fotbalist brazilian
- 18 iunie: Marco Borriello, fotbalist italian (atacant)
- 20 iunie: Vasili Berezuțki, fotbalist rus
- 20 iunie: Valeria Bondarenko, jucătoare ucraineană de tenis
- 21 iunie: Alexandru Bălțoi, fotbalist român (atacant)
- 21 iunie: William, Duce de Cambridge (n. William Arthur Philip Louis)
- 22 iunie: Iulian Dumitraș, rugbist român
- 22 iunie: Jorge (George Papagheorghe), cântăreț român
- 22 iunie: Iman al-Obeidi, avocată libiană
- 22 iunie: Kristof Vliegen, jucător belgian de tenis
- 23 iunie: Martin Rolinski, cântăreț suedez
- 24 iunie: Dragoș Chircu, cântăreț român
- 24 iunie: Rafał Grzelak, fotbalist polonez
- 24 iunie: Florin Hidișan, fotbalist român (d. 2022)
- 24 iunie: Joanna Kulig, actriță poloneză
- 29 iunie: Lily Rabe, actriță americană
- 30 iunie: Lizzy Caplan, actriță americană

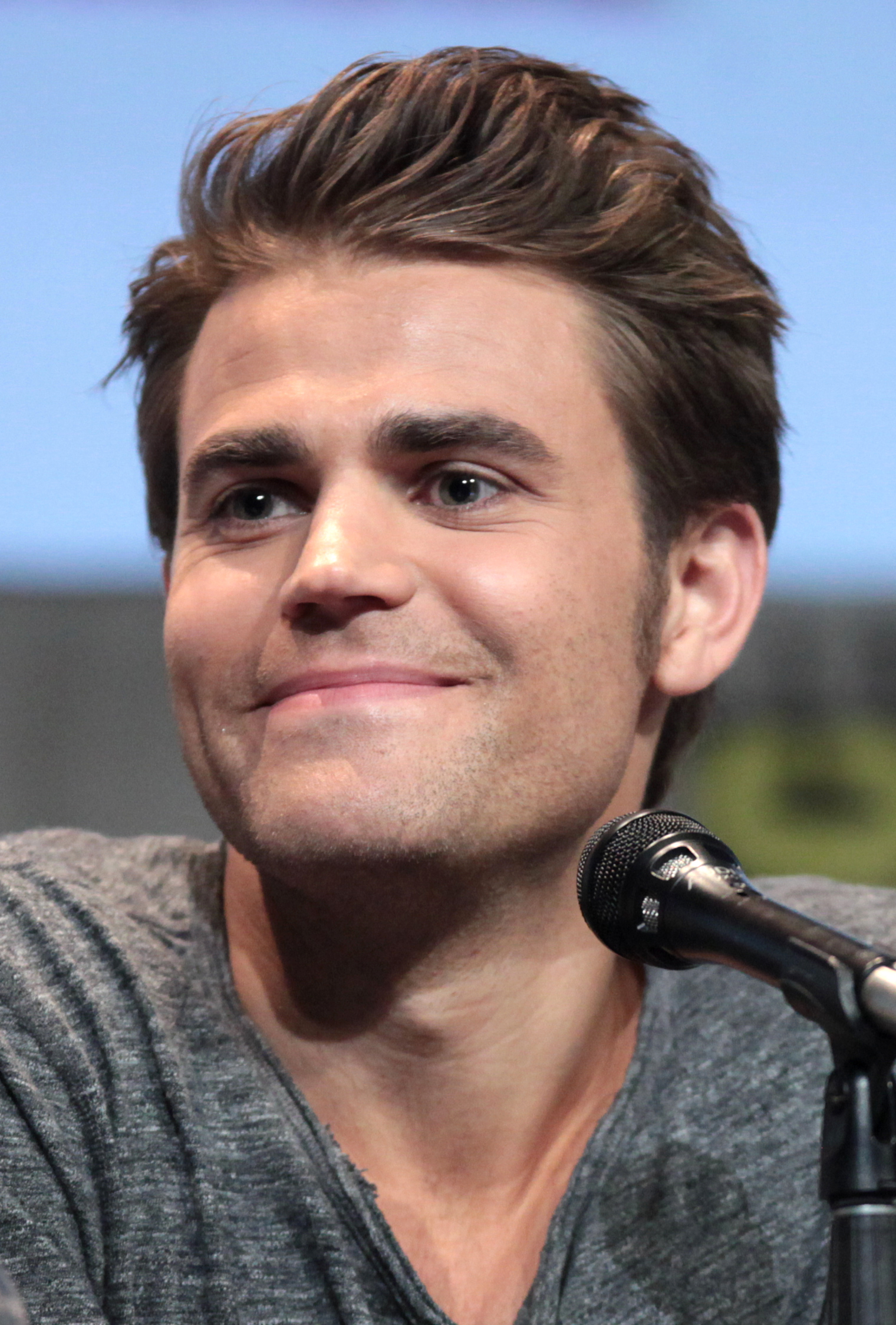
Paul Wesley, actor american
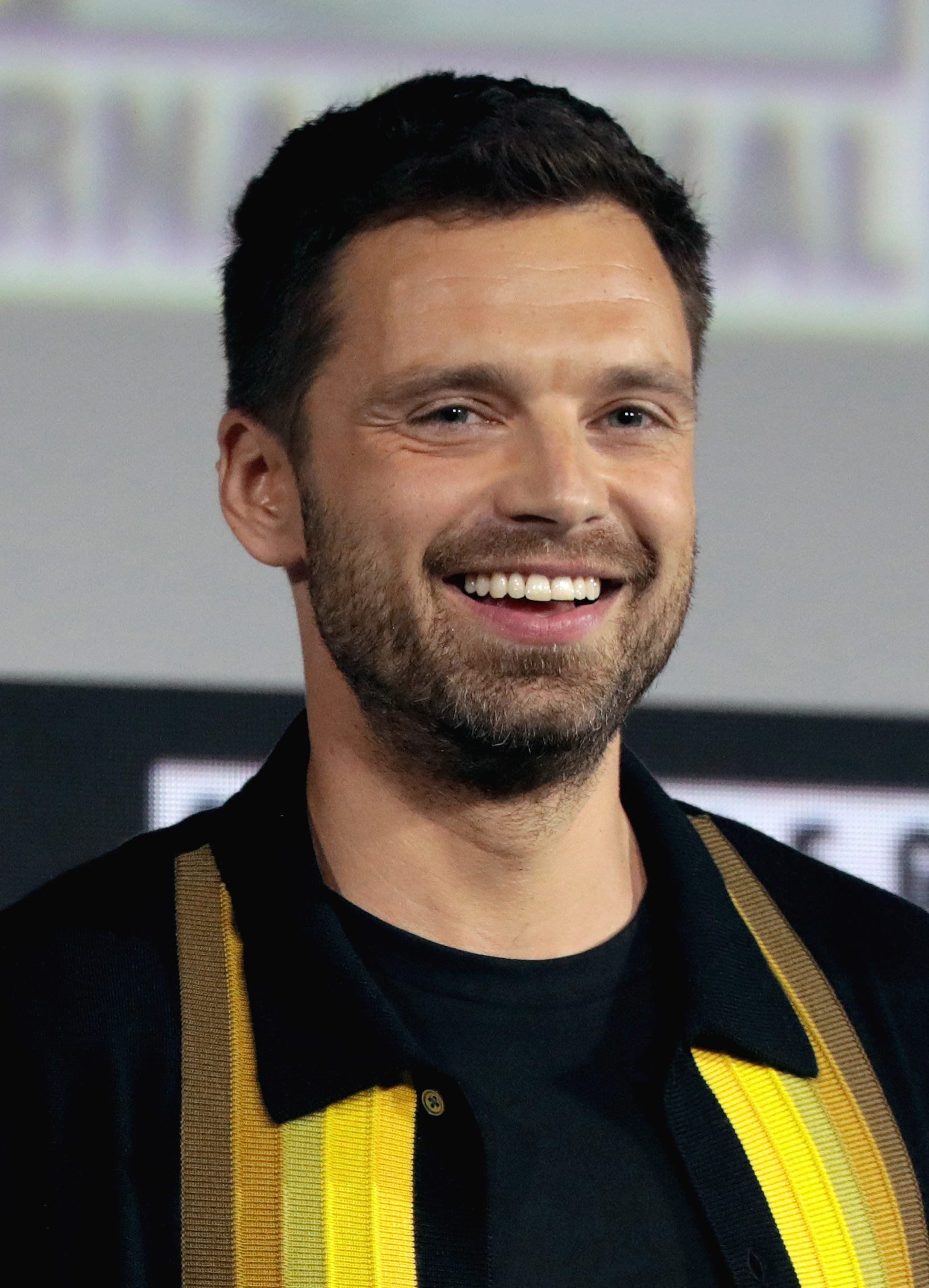
Sebastian Stan, actor american de origine română
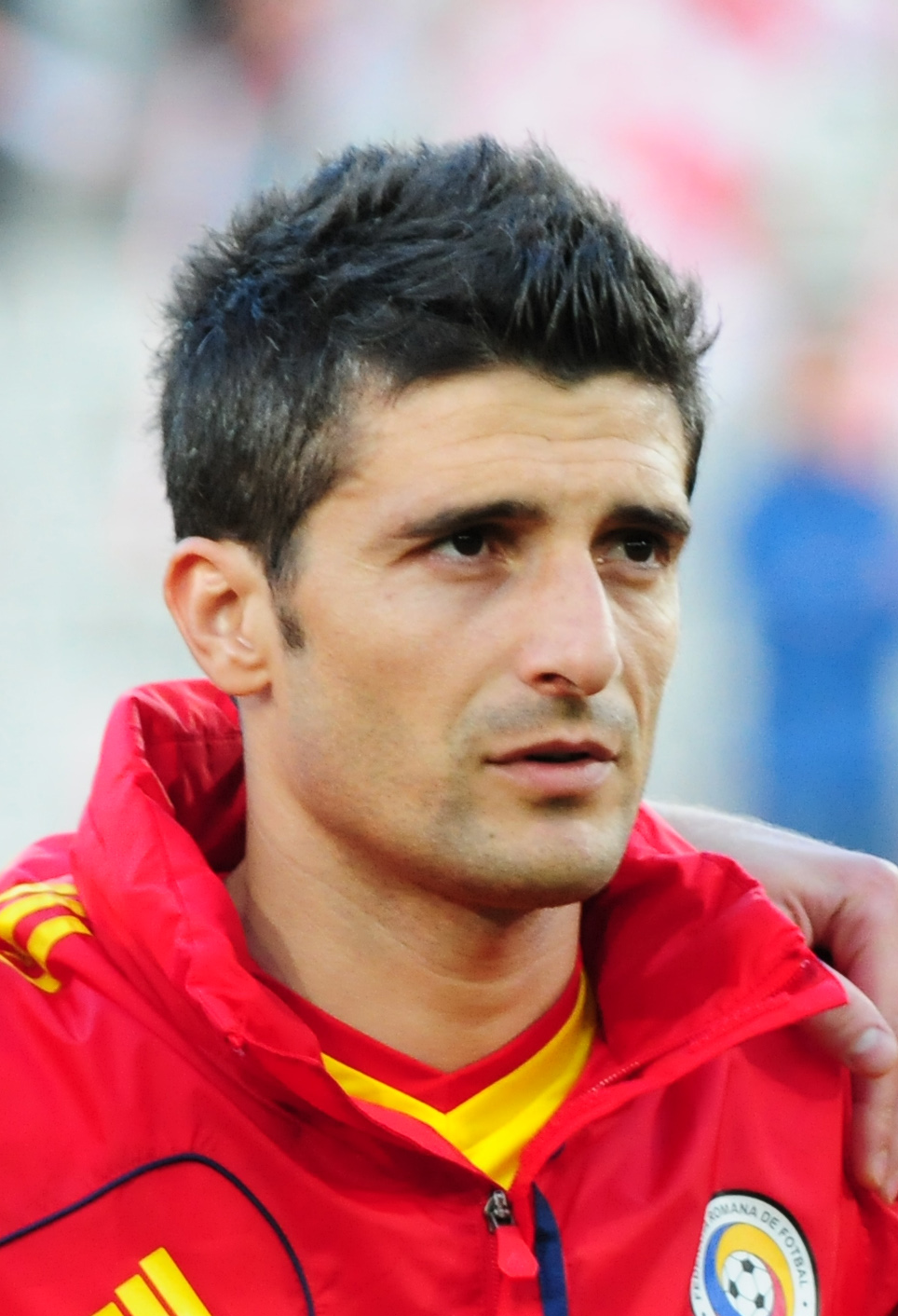
Daniel Niculae, fotbalist român
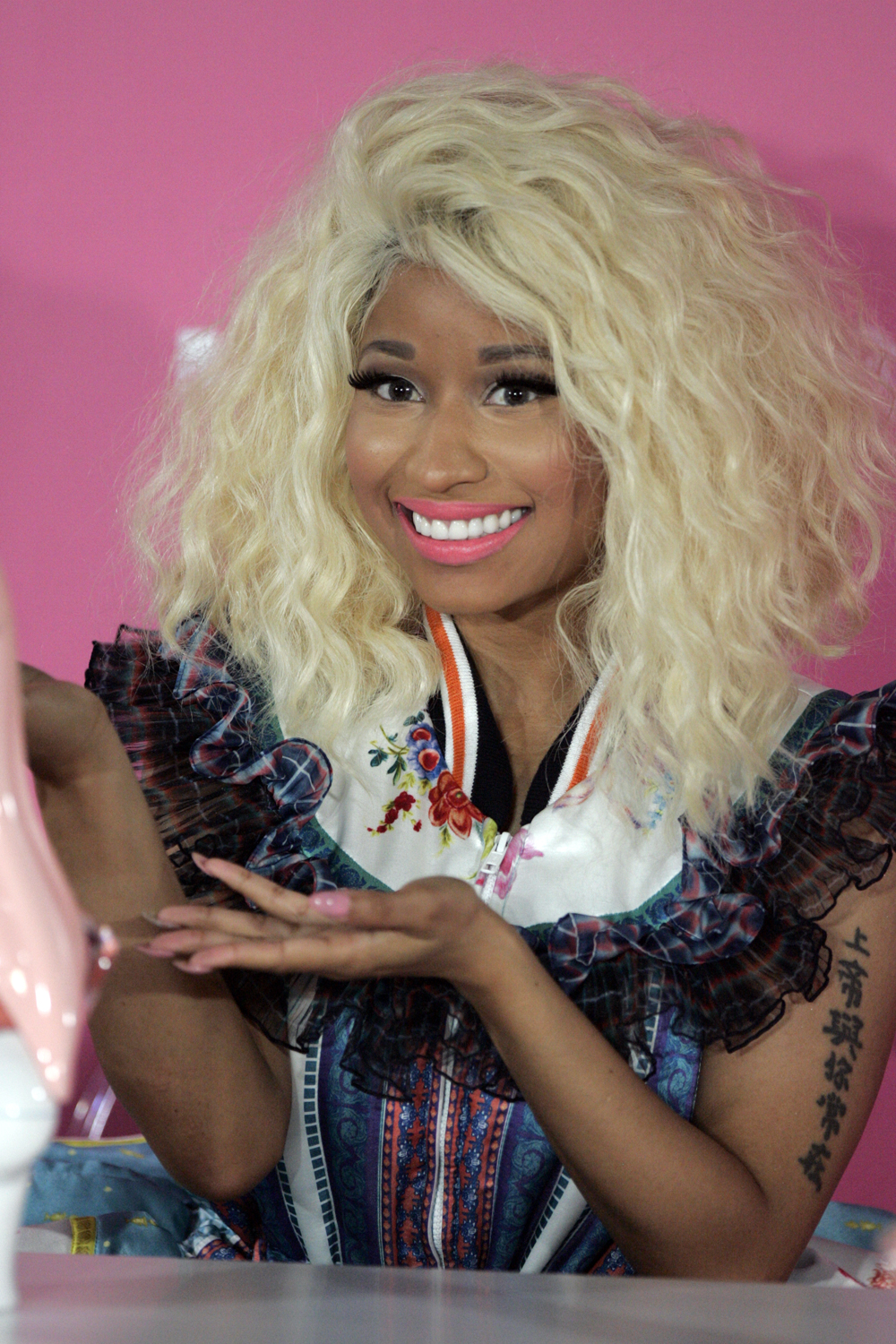
Nicki Minaj, rapperiță, cântăreață, compozitoare și actriță americană originară din Trinidad și Tobago

## Decese
Franz Storch, 54 ani, scriitor român de etnie germană (n. 1927)
Carlos Vidal Lepe, 80 ani, fotbalist chilian (n. 1902)
Geo Barton, 70 ani, actor român (n. 1912)
Anatoli Solonițîn (n. Otto Alekseevici Solonițîn), 47 ani, actor rus (n. 1934)
John Alfred Alexander Lee, 90 ani, politician neozeelandez (n. 1891)
Curd Jürgens (Curd Gustav Andreas Gottlieb Franz Jürgens), 66 ani, actor germano-austriac (n. 1915)
Nicolae Gărdescu, 78 ani, actor român (n. 1903)
Gheorghe Cartianu-Popescu, 74 ani, inginer român (n. 1907)
André Tchaikowsky, 46 ani, compozitor și pianist polonez (n. 1935)
Floria Capsali, 82 ani, balerină si coregrafă română (n. 1900)
Henry King, 96 ani, regizor de film, american (n. 1886)